# Martin Clark (snooker)
Martin Clark, né le 27 octobre 1968, est un ancien joueur de snooker professionnel désormais à la retraite. Aujourd'hui, il organise des tournois de snooker.

## Carrière
Passé professionnel en 1987, Clark compte à son palmarès deux victoires dans des tournois ne comptant pas pour le classement mondial ; le Grand Masters d'Europe 1990 face à Ray Reardon et le tournoi Pontins professionnel, 1997 opposé à Andy Hicks. Il a aussi disputé deux autres fois la finale dans un de ces tournois mais les a perdu ; à la Coupe Kent en 1988 (défaite contre John Parrott) et encore au tournoi Pontins, en 1998 (battu par Mark Williams).  
Dans les tournois comptant pour le classement mondial, il n'a jamais fait mieux que le stade des quarts de finale, atteint à dix reprises. Au tournoi classique de 1989, il s'était incliné dans la manche décisive devant Willie Thorne. La régularité de Clark dans les tournois importants lui a permis d'occuper le top 16 mondial pendant quatre ans (1990-1994), avec un sommet à la 12e place du classement. Néanmoins, handicapé par des problèmes au cou, les résultats de Clark se dégradent au début des années 2000.  
L'Anglais compte cinq participations dans le tableau final des championnats du monde, où il a franchi à trois reprises le premier tour. En 2001, après une saison presque vide de résultats, Clark annonce son retrait du jeu professionnel à seulement 33 ans, ses problèmes au cou étant devenus trop contraignants. Après sa carrière, il devient directeur de tournoi.     

## Palmarès
| Légende | Catégorie                        | Titres                         | Finales                        |
|         | Tournois classés                 | 0                              | 0                              |
|         | Tournois non classés             | 2                              | 2                              |
|         | Tournois du circuit du challenge | 1                              | 0                              |
| Gras    | Tournois de la triple couronne   | Tournois de la triple couronne | Tournois de la triple couronne |

### Victoires
| Saison    | Nom du tournoi                                                        | Lieu         | Finaliste   | Score | Tableau |
| 1985-1986 | Séries qualificatives pour le circuit professionnel 87/88 (épreuve 3) | Barry Island | Paul Cavney | 5-2   |         |
| 1990-1991 | Grand Masters d'Europe                                                | Monte-Carlo  | Ray Reardon | 4-2   |         |
| 1996-1997 | Tournoi Pontins                                                       | Prestatyn    | Andy Hicks  | 9-7   |         |

### Défaites en finale
| Saison    | Nom du tournoi  | Lieu      | Finaliste     | Score | Tableau |
| 1987-1988 | Coupe Kent      | Pékin     | John Parrott  | 1-5   |         |
| 1997-1998 | Tournoi Pontins | Prestatyn | Mark Williams | 6-9   |         |